# Страда Ређина (Мачерата)
Страда Ређина је насеље у Италији у округу Мачерата, региону Марке.
Према процени из 2011. у насељу је живело 34 становника. Насеље се налази на надморској висини од 8 м.